# Dario Gjergja
Dario Gjergja, né le 21 août 1975 à Zadar en Croatie, dans ce qui était alors une ville de la république socialiste de Croatie au sein de la république fédérale socialiste de Yougoslavie, est un entraîneur de basket-ball croate naturalisé belge.

## Biographie

### BC Ostende (depuis 2011)
Le 30 novembre 2011, Dario Gjergja devient l'entraîneur du BC Ostende. 
Lors de la saison inaugurale de BNXT League Gjergja devient champion de Belgique pour la 11e fois mais échoue en demi-finales des play-offs BNXT face à ZZ Leyde.
Le 17 septembre 2022, Gjergja remporte la deuxième supercoupe BNXT consécutive face aux Heroes Bois-le-Duc.

### Équipe de Belgique (depuis 2018)
Le 7 juillet 2018, Gjergja devient sélectionneur de la Belgique. Il termine 14e lors de l'Eurobasket 2022.

### Limoges CSP (depuis 2025)
Le Limoges CSP officialise la nomination de Dario Gjergja au poste d’entraineur de l’équipe professionnelle, et d’Ivan Perinčić comme assistant-coach jusqu'en 2027.

## Palmarès
|  |  | Liège Basket Championnat de Belgique - Vice-champion : 2010 Supercoupe de Belgique (1) - Vainqueur : 2010 |  | BC Ostende Championnat de Belgique (14) - Champion : 2012, 2013, 2014, 2015, 2016, 2017, 2018, 2019, 2020, 2021, 2022, 2023, 2024 et 2025 Coupe de Belgique (8) - Champion : 2013, 2014, 2015, 2016, 2017, 2018, 2021 et 2025 - Finaliste : 2019, 2022 et 2023 Supercoupe de Belgique (4) - Vainqueur : 2014, 2015, 2017 et 2018 BNXT League (1) - Champion : 2024 - Vice-champion : 2022 et 2023 Supercoupe BNXT (3) - Vainqueur : 2021, 2022 et 2023 |

## Distinctions
- Élu entraîneur de l'année du championnat de Belgique en 2013, 2017 et 2018.
- Élu entraîneur belge de l'année de BNXT League en 2024[6].